# Topol černý v Nymburce
Topol černý v Nymburce (Populus nigra) je památný strom, který roste v Nymburce na pravém břehu Labe vedle cyklostezky do Poděbrad asi v polovině cesty mezi jezem a turistickým rozcestím Sánský kanál. Topol byl prohlášen za památný strom pro svou velikost a jako významná krajinná dominanta.

## Základní údaje
- název: Topol černý v Nymburce
- výška: 33 metrů[1]
- obvod: 766 centimetrů[1]
- věk: neuveden
- nadmořská výška: asi 184 metrů
- umístění: Středočeský kraj, okres Nymburk, obec Nymburk, vedle cyklostezky do Poděbrad

## Galerie

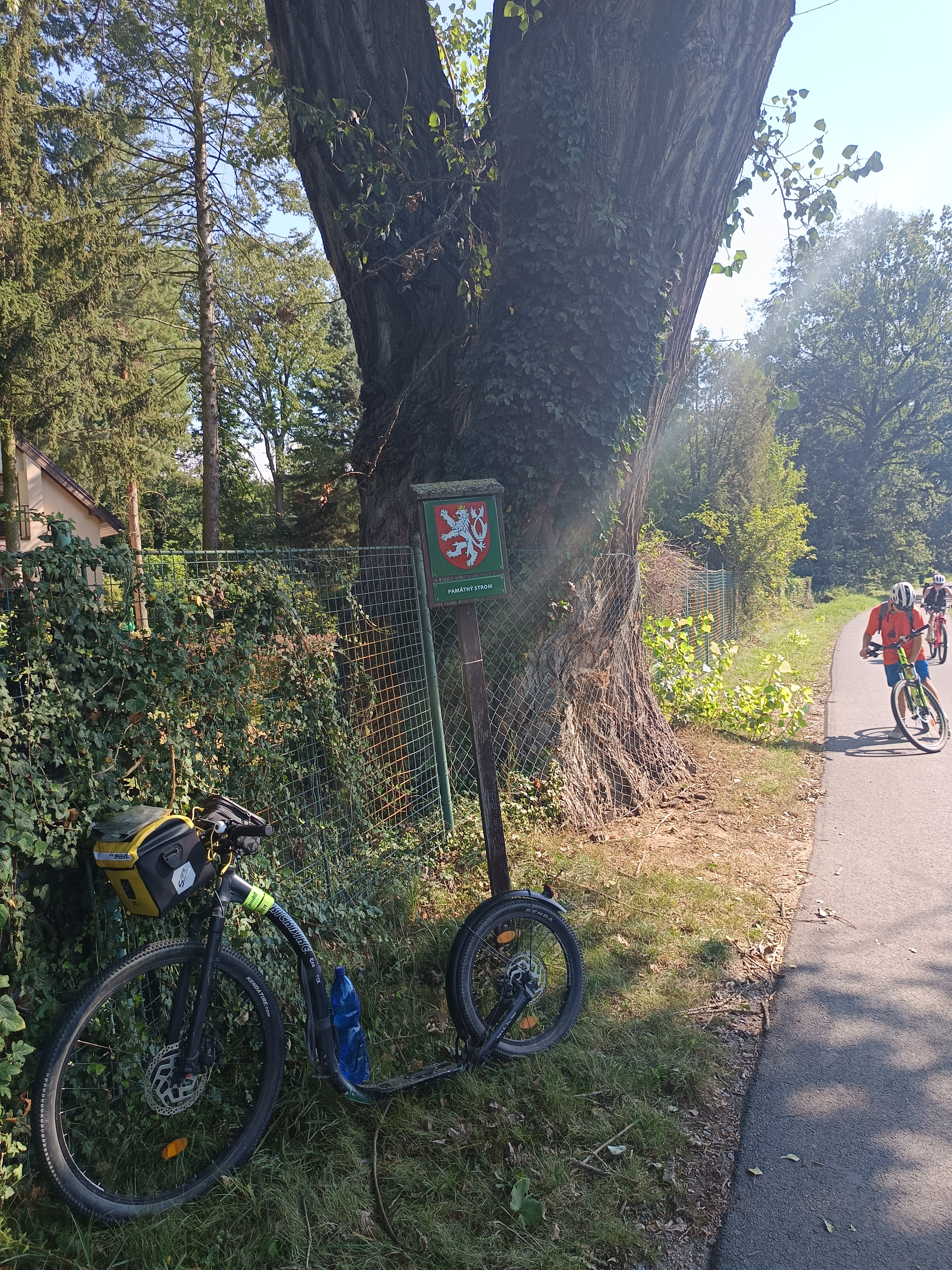
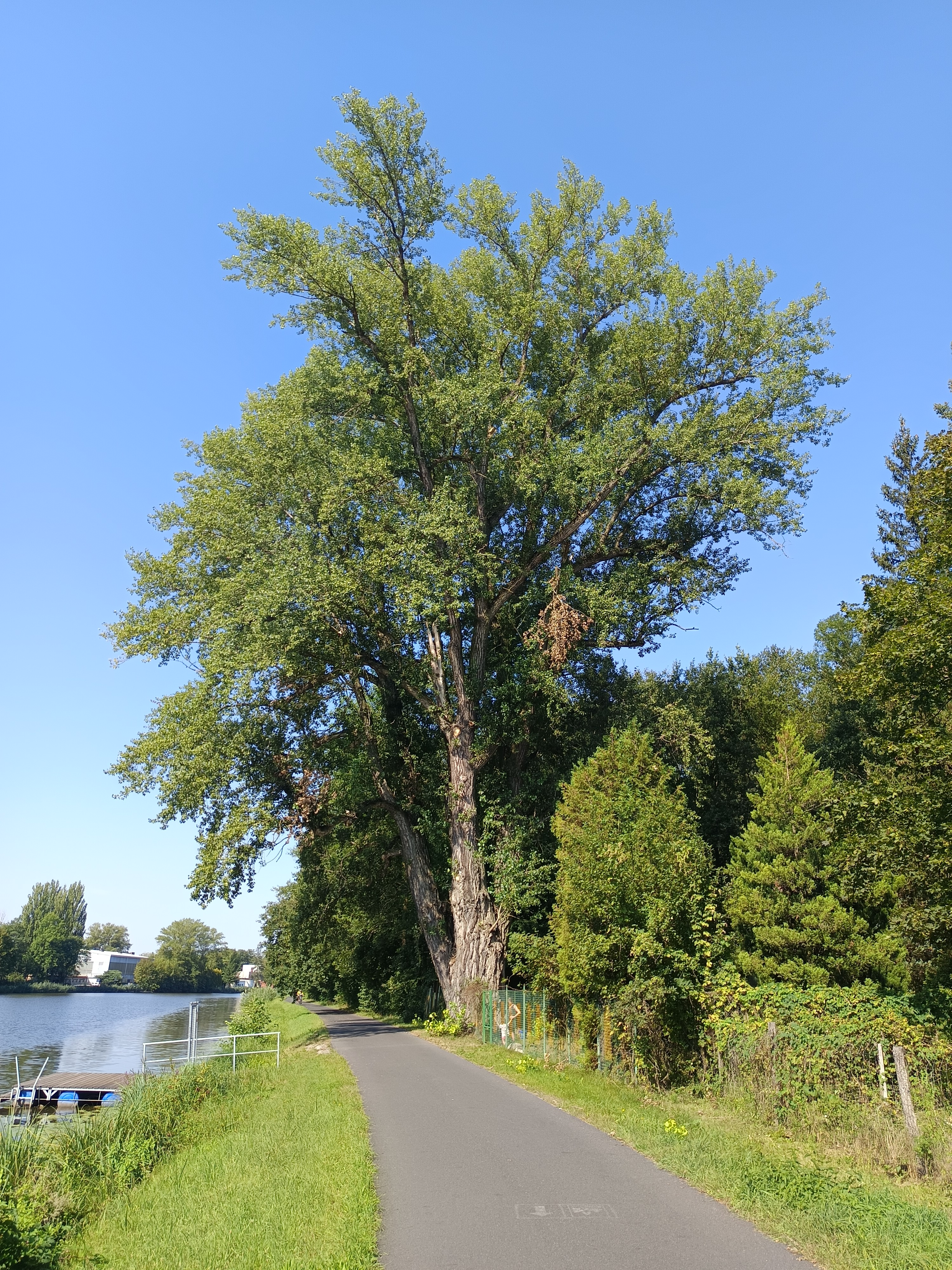